# Serradalt
Serradalt, El Serradalt o El Serradal és una entitat de població del municipi d'Alcover, Alt Camp. L'any 2005 tenia 145 habitants, incrementant-se fins als 315 de l'any 2020. Està situada al nord-oest del centre urbà, molt a prop de La Cabana. La part nord de la urbanització està situada sobre un cingle sobre el Francolí; s'hi accedeix des de la carretera TV-7421, prop del Pont de Goi sobre el riu. La urbanització disposa d'un centre civic, localitzat en la part central, on també hi ha una plaça, recentment acabada que disposa de tobogans i jocs pels nens i nenes.